# Ferdinand Bissacchini
Ferdinand Bissacchini (ur. 4 lutego 1819, zm. 17 czerwca 1893) – c. k. urzędnik samorządowy.

## Życiorys
Urodził się 4 lutego 1819. Był synem Józefa i Elżbiety z Adamków. Wstąpił do służby państwowej Cesarstwa Austrii na obszarze zaboru austriackiego. Od około 1842 był zatrudniony w C. K. Guberni Krajowej Królestwa Galicji i Lodomerii we Lwowie jako gubernialny praktykant konceptowy, skąd około 1846/1847 był przydzielony do urzędu c. k. powiatu czortkowskiego. Następnie ponownie pracował w C. K. Guberni Krajowej Królestwa Galicji i Lodomerii we Lwowie: od około 1847 jako koncepista gubernialny, a od około 1849 do około 1854 jako przydzielony komisarz obwodowy 3 klasy. W tym charakterze od około 1850 pracował w urzędzie obwodu żółkiewskiego, od około 1852 w urzędzie obwodu tarnowskiego. W ramach wprowadzenia nowych władz politycznych pod zaborem austriackim (mieszane urzędy okręgowe) jako komisarz obwodowy w połowie 1855 został mianowany przełożonym.
Od około 1860 do 1863 był naczelnikiem c. k. powiatu tarnobrzeskiego w ramach obwodu rzeszowskiego. Za jego urzędowania 5 czerwca 1862 miał miejsce dotkliwy pożar Dzikowa (Tarnobrzega). W trakcie powstania styczniowego informowano w prasie, że zanikły doniesienia o naruszaniu terytorium austriackiego przez siły rosyjskie, co łączono z rzekomym porozumieniem między przedstawicielami obu państw oraz w oparciu o częste wizyty w Sandomierzu naczelnika Bissacchiniego, który miał być dobrze widziany przez władze rosyjskie. Według relacji świadków (w tym dr. Teofila Kaczkowskiego) naczelnik Bissacchini już po ogłoszeniu amnestii w Galicji dla uczestników polskiej insurekcji, w kwietniu 1863 zamierzał wydać Rosjanom pojmanego w Hucie Komorowskiej uchodźcę polskiego, Pawła Koleszkę, który ostatecznie zdecydował się sam przekroczyć z powrotem granicę z Królestwem (w odpowiedzi na relacje obciążające go Bissacchini przedstawił swoją wersję zdarzeń). Stanowisko w Tarnobrzegu-Dzikowie Ferdinand Bissacchini opuszczał w 1863 po licznych zażaleniach na jego osobę. 
Od około 1863 był naczelnikiem c. k. powiatu dębickiego w ramach obwodu tarnowskiego. Tuż przed wybuchem wojny prusko-austriackiej w czerwcu 1866 z urzędu naczelnika dębickiego został przydzielony do służby w intendenturze kwatery głównej 6 korpusu armijnego Armii Północnej w Prerau. Został tam powołany do pomocy przez nowo powołanego intendenta Armii Północnej, Adolfa Kriegsaua (do tej pory szefa sekcji w C. K. Ministerium Stanu).
Około 1866/1867 pełnił stanowisko komisarza powiatowego 1 klasy c. k. powiatu sanockiego. Jako delegowany komisarz rządowy 14 marca 1867 uczestniczył w procesie wyborów zwierzchności gminnej w Sanoku (wybrany nim wtedy Erazma Łobaczewskiego). Po dokonanej reformie administracyjnej w 1867 i wprowadzeniu autonomii galicyjskiej jako naczelnik powiatowy został mianowany komisarzem powiatowym 1 klasy powiatu bielskiego na obszarze Śląsku Austriackiego. W lipcu 1868 w prasie pojawił się zarzut wysunięty wobec naczelnika Bissachiniego, jakoby na własną rękę pojawił się w rezydencji biskupiej podczas gdy metropolita wrocławski biskup Heinrich Förster odbywał wizytację generalną dekanatu Schwarzwasser w Pruchnej. Podczas uroczystości poświęcenia Kolei Nadbrzeżnej Prawej Odry, zorganizowanej w czerwcu 1870 w miejscowości Goczalkowitz na obszarze Prus w terenie przygranicznym Bissacchini wznosił toast za przyjaźń austriacko-pruską. W połowie 1870 kandydował z okręgu bielskiego do Śląskiego Sejmu Krajowego w Opawie (według korespondencji w polskim dzienniku „Kraj” z Krakowa startował celem rozbicia głosów narodowców). Z powództwa proboszcza Drela w sprawie obrazy czci został skazany przez sąd powiatowy w Bielitz na karę grzywny 26 guldenów, po czym 22 marca 1871 postanowieniem morawsko-śląskiego wyższego sądu krajowego w Brünn wyrok został uchylony, a Bissachini został uniewinniony.
Od około 1871 do około 1874 sprawował stanowisko starosty c. k. powiatu liskiego. W tym czasie był prezydującym c. k. powiatowej komisji szacunkowej w Lisku. 23 sierpnia 1873 przekazał kwotę 80 zł. włościanom z Zatwardnicy, którymi opiekował podczas trwającej wtedy epidemii cholery. W październiku 1873 bez powodzenia kandydował w okręgu sanockim do V kadencji Rady Państwa w Wiedniu. Również w październiku 1873 Bissacchini startował w wyborach do IV kadencji Sejmu Krajowego Galicji we Lwowie i w IV kurii w okręgu Turka-Borynia otrzymał 35 ze 100 głosów, ulegając księdzu greckokatolickiemu Pawłowi Jasienickiemu (zdobył 65 głosów). Około 1874/1875 pozostawał w etacie osobowym starostów galicyjskich, w 1875 był przydzielony do C. K. Namiestnictwa. Stamtąd w grudniu 1875 został przeniesiony na stanowisko starosty c. k. powiatu turczańskiego, które piastował do około 1877. W tym czasie był prezydującym c. k. powiatowej komisji szacunkowej w Turce. Od połowy 1877 do około 1879 sprawował stanowisko starosty c. k. powiatu rudeckiego. W tym czasie był prezydującym c. k. powiatowej komisji szacunkowej w Rudkach. Od około 1879 do około 1882 sprawował stanowisko starosty c. k. powiatu mościskiego. W tym okresie pełnił funkcje przewodniczącego c. k. rady szkolnej okręgowej w Mościskach oraz był prezydującym tamtejszej c. k. powiatowej komisji szacunkowej. Później był przeniesiony w stan spoczynku.
Zmarł 17 czerwca 1893 w Tarnowie. Został pochowany na Starym Cmentarzu w Tarnowie. Był żonaty z Teklą z domu Kozdrańską, z którą miał córki; jedna z nich, Julia, w 1889 poślubiła lekarza z Krakowa, dr. Bolesława Mayzela, a inna, Irma w 1890 wyszła za prawnika, dr. Stanisława Miziewicza, asystenta konceptowego Wydziału Krajowego.

## Odznaczenia
- Złoty Krzyż Zasługi Cywilnej z Koroną – Cesarstwo Austrii (1864)[46][17][43]
- Medal Wojenny – Austro-Węgry (około 1876)[36][43]
- Order Królewski Korony 4 klasy – Królestwo Prus (1870)[47][43]
- Order Świętego Stanisława III klasy – Imperium Rosyjskie (zgoda w 1849)[48][7][43]
- Order Świętej Anny – Imperium Rosyjskie (przed 1863)[13]